# Назаров, Николай Григорьевич
Николай Григорьевич Назаров (р.  8 августа  1946 года) — бригадир дойного гурта совхоза «Байрамгуловский». Полный кавалер ордена Трудовой Славы.

## Биография
Николай Григорьевич Назаров родился 8 августа 1946 г. в с. Вознесенка Учалинского района БАССР.
Образование — среднее.
Трудовую деятельность начал в октябре 1964 г. скотником Поляковского совхоза Учалинского района. С 1969 г. — скотник, с 1990 г. — бригадир дойного гурта совхоза «Байрамгуловский».
В 1994 г. назначен бригадиром сельскохозяйственного производственного кооператива «Поляковский», с 2005 г. до выхода на пенсию в 2007 г. работал в ООО «Кронос-16».
Николай Григорьевич Назаров живёт в Учалинском районе Республики Башкортостан.

## Награды
За добросовестный многолетний труд в области животноводства Н. Г. Назаров награждён орденом Трудовой Славы I (1990), II (1982), III (1975) степени, медалями.